# Kỳ thi Đầu vào Y khoa Quốc tế
Kỳ thi Đầu vào Y khoa Quốc tế (tiếng Anh: International Medical Admissions Test) hay IMAT là một bài kiểm tra năng lực được sử dụng trong quá trình tuyển sinh tại các viện đại học công lập lớn tại Ý. Những đại học này, với Bộ Giáo dục, Đại học và Nghiên cứu của Ý (MIUR), cung cấp khóa học đào tạo y khoa được giảng dạy bằng chương trình tiếng Anh dành cho cả thí sinh trong nước Ý và quốc tế.

## Các viện đại học
Những viện đại học sau đây cung cấp ngành học Y khoa bằng tiếng Anh cho cả những thí sinh trong nước Ý và quốc tế:
- Đại học Bari
- Đại học Bologna
- Đại học Campania 'Luigi Vanvitelli'
- Đại học Messina
- Đại học Milano
- Đại học Milano-Bicocca
- Đại học Napoli 'Federico II'
- Đại học Pavia
- Đại học Roma 'La Sapienza'
- Đại học Roma 'Tor Vergata'
- Đại học Siena (ngành Nha khoa)
- Đại học Torino

## Định dạng bài thi
Định dạng gần đây của bài thi được chia làm bốn phần:
- Phần 1: Tư duy logic và Kiến thức phổ thông. Phần này kiểm tra kỹ năng xử lý các bài toán tư duy, các mệnh đề lập luận, phân tích dữ liệu và suy luận; kiến thức tổng quát, bao gồm 22 câu hỏi trắc nghiệm.
- Phần 2, 3 và 4: Kiến thức khoa học. Các phần này kiểm tra khả năng của thí sinh trong việc áp dụng kiến thức khoa học đã học trong nhà trường. Chúng bao gồm 38 câu hỏi trắc nghiệm: Sinh học (18 câu hỏi), Hóa học (12 câu hỏi), Toán và Vật lý (8 câu hỏi).

Các thí sinh có tổng thời gian là 100 phút để giải quyết tổng cộng 60 câu hỏi trắc nghiệm. Mỗi câu hỏi có 5 lựa chọn, trong đó có một đáp án đúng. Mỗi câu trả lời đúng sẽ được cộng 1,5 điểm, trả lời sai sẽ bị trừ đi 0,4 điểm và câu trả lời để trống sẽ không được tính điểm. Điểm tổng hợp sẽ có giá trị trong khoảng từ -24 điểm cho đến +90 điểm.
Định dạng của bài thi được xác nhận khi Bộ Giáo dục, Đại học và Nghiên cứu Ý (MIUR) xuất bản nghị định về IMAT.. Các kỳ thi gần đây thường diễn ra vào giữa tháng 9 hằng năm, và việc đăng ký dự thi được mở trên trang web Universitaly vào đầu tháng 7 hằng năm. Đối với các thí sinh thuộc ngoài khối Liên minh châu Âu trước đó phải làm thủ tục đăng ký học (tiếng Ý: Pre-iscrizione, tiếng Anh: Pre-enrollment) tại các cơ quan Đại sứ quán/Lãnh sự quán tại nước sở tại.